# Bernard Madoff
Bernard Lawrence "Bernie" Madoff (Nueva York, 29 de abril de 1938-Butner, 14 de abril de 2021), conocido por ser el autor intelectual y responsable de uno de los casos más grandes de estafa en la era moderna, fue un inversor bursátil, asesor de inversiones, estafador y financiero estadounidense. Fue el presidente de la firma de inversión que lleva su nombre y que él mismo fundó en 1960, una de las más importantes en Wall Street.
En diciembre de 2008 fue detenido por el FBI y acusado de fraude. En ese entonces el juez federal Louis L. Stanton  congeló los activos de Madoff. El fraude alcanzó los 64 800 millones de dólares, lo que lo convirtió en el mayor fraude llevado a cabo por una sola persona. El 29 de junio de 2009 fue sentenciado a cadena perpetua de facto, pero oficialmente a 150 años en prisión, el máximo permitido. Falleció en prisión, por causas naturales, en abril de 2021.

## Biografía
Madoff, nació el 29 de abril de 1938 y estuvo casado hasta el día de su fallecimiento con Ruth Madoff.
Fue miembro activo de la National Association of Securities Dealers (NASD), organización autorregulada en la industria de activos financieros norteamericanos. Su empresa estuvo entre las cinco que impulsaron el desarrollo del NASDAQ, y él mismo trabajó como coordinador jefe del mercado de valores.
El grupo incluía dos áreas separadas: Bernard Madoxx Investment Securities LLC, con las funciones de corredor de bolsa (broker) y creador de mercado en acciones norteamericanas (market maker) (en:), donde trabajaba la mayoría del personal, y el área de Investment Advisory, foco de todo el fraude. En esta última, Bernard Madoff realizaba las inversiones para fondos de cobertura (hedge funds) como Fairfield Sentry, Kingate u Optimal (Grupo Santander). Esta área de inversiones no se registró en la Comisión de Bolsa y Valores (SEC) hasta el año 2006. 
A pesar del éxito histórico en los resultados de los fondos manejados por su empresa, desde 1992 la gestión en su fondo recibió algunas críticas aisladas. Se descubrió posteriormente cómo los auditores de Madoff formaban un pequeño despacho, prácticamente sin personal.
En 1999, un gestor de inversiones experto en el mercado de derivados, presentó una carta a la SEC en Boston denunciando y describiendo exactamente lo que sucedía, transcurriendo nueve años hasta que reconocieron la validez de su denuncia. El nombre del denunciante, una especie de «garganta profunda», era Harry Markopolos.
Tras ser encontrado culpable, a Madoff se le impuso una condena de 150 años de cárcel por realizar una de las mayores estafas de la historia, cuyo monto se calcula por los 50 000 millones de dólares.

## La estafa
La estafa consistió en tomar capitales ofreciendo y pagando grandes ganancias que al principio eran reales, pero que años más tarde se evidenció consistían en un sistema piramidal o esquema Ponzi, convertido hoy en uno de los mayores fraudes de la historia.

### Víctimas de Madoff
Madoff, con fama de filántropo, no solo engañó a entidades bancarias y a grupos inversores, también fueron víctimas de su estafa algunas fundaciones y organizaciones caritativas, principalmente de la comunidad judía de los Estados Unidos de la que Madoff era un personaje principal.
El 23 de diciembre de 2008 la policía encontró muerto en su oficina de Nueva York, con indicios de suicidio, a Thierry Magon De la Villehuchet, de 65 años y cofundador de Access International, uno de los principales comercializadores de fondos que gestionaba Madoff y cuyo dinero se habría perdido completamente.
Los afectados se agruparon en tres categorías: 1) bancos y aseguradoras; 2) banca privada y fondos; y 3) fundaciones y personas físicas. A ellos puede agregarse, en una cuarta categoría, a otros afectados sobre los cuales no se pudo determinar la cuantía de lo perdido.
El 11 de diciembre de 2010, en el segundo aniversario del arresto de Bernard, se encontró muerto a su hijo mayor, Mark Madoff, de 46 años. Éste, y su hermano Andrew, denunciaron las estafas de su padre después de que él mismo les revelara la forma en que ganaba tanto dinero. Si bien se demostró que los hijos no tenían conocimiento de los negocios de su padre, Mark y su hermano habían sido víctimas de numerosas acusaciones y demandas durante esos años. El cuerpo fue encontrado colgado, con una correa de perro, de una tubería del techo, con señales de suicidio. El mismo día vencía el plazo del abogado encargado de liquidar los fondos del financiero para reunir el dinero para indemnizar a las víctimas. Por eso, en los últimos días el liquidador demandó a cientos de personas y entidades que creía que habían colaborado en la estafa (que Madoff cifró en 50 mil millones de dólares), habían consentido o hicieron oídos sordos.

### Sentencia
El 29 de junio de 2009 fue condenado por el juez federal estadounidense Denny Chin, quien dictó una sentencia ejemplar de 150 años de prisión, la máxima que podía imponer, por haber cometido delitos extraordinariamente maléficos. Llevó a cabo y mantuvo durante más de dos décadas un fraudulento esquema de inversiones calculado en más de 68.000 millones de dólares.
Madoff, en la Institución Correccional Federal de Mediana Seguridad Butner, se encontraba registrado con el número 61727-058 de la Agencia Federal de Prisiones.
En una entrevista concedida en junio de 2010, declaró:

... que no se arrepiente ni siente los daños causados a sus estafados [...] que se jodan mis víctimas [...] ellos -sus clientes- eran avaros y estúpidos [...] fue una pesadilla para mí [...] le habría gustado que le hubieran cogido hace seis u ocho años [...] la prisión es para él una liberación. New York Magazine 06/06/2010.

## Grupos inversores usados por Madoff
- Access International Advisors LLC (a través del American Selection Fund)
- Ascot Partners
- Banco Espirito Santo
- Banque Bénédict Hentsch
- Banco Santander (a través del Optimal Fund)
- BBVA
- BNP Paribas[15]
- NPB Neue Privat Bank (Zúrich)
- Bramdean Alternatives
- Fairfield Sentry Ltd
- Fairfield, Connecticut
- Kingate Global Fund Ltd
- Robert I. Lappin Charitable Foundation
- M&B Capital Advisers
- Maxam Capital Management
- Nomura Holdings[15]
- North Shore-Long Island Jewish Health System[16]
- Sterling Equities, Inc. led by New York Mets co-owner Fred Wilpon
- Tremont Capital Management

## En la cultura popular
El actor estadounidense Richard Dreyfuss interpretó a Bernard Madoff en el telefilme de 2016 Madoff, basado en el libro Las crónicas de Madoff. En 2017 el canal de televisión HBO estrenó la película Wizard of Lies, basado en la vida de Madoff, quien fue interpretado por Robert De Niro.
También, en la serie de televisión Curb Your Enthusiasm, en el último capítulo de su séptima temporada se hace referencia a Madoff, alegando que estafó por varios miles de dólares al personaje de George Constanza, interpretado por Jason Alexander. La serie The Good Fight basó su primera temporada en el caso Madoff. El personaje de Alec Baldwin en la película Blue Jasmine está libremente basado en la figura de Bernard Madoff. Así también, en el último capítulo de la sexta temporada de American Horror Story se le atribuye a él el mayor fraude de la historia de los Estados Unidos.